# إدي لانغ
إدي لانغ (بالإنجليزية: Eddie Lang) هو عازف بانجو وعازف قيثارة أمريكي، ولد في 25 أكتوبر 1902 في فيلادلفيا في الولايات المتحدة، وتوفي في 26 مارس 1933 في نيويورك في الولايات المتحدة.

## وصلات خارجية
- إدي لانغ على موقع IMDb (الإنجليزية)
- إدي لانغ على موقع الموسوعة البريطانية (الإنجليزية)
- إدي لانغ على موقع ميوزك برينز (الإنجليزية)
- إدي لانغ على موقع أول ميوزيك (الإنجليزية)
- إدي لانغ على موقع ديسكوغز (الإنجليزية)
- إدي لانغ على موقع ديسكوغز (الإنجليزية)
- إدي لانغ على موقع قاعدة بيانات الفيلم (الإنجليزية)